# Ylostins

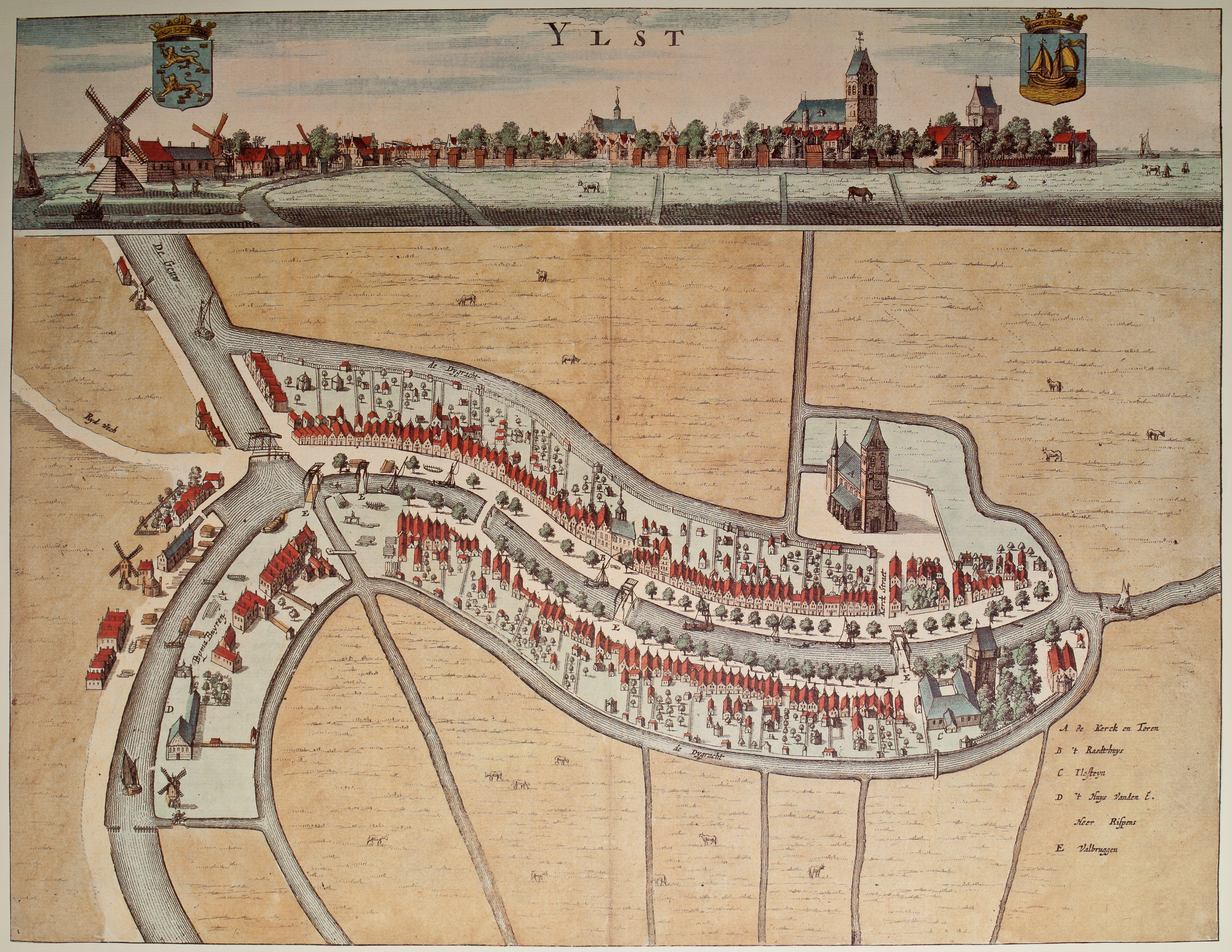
De Ylostins staat rechtsonder afgebeeld: de toren en het grote huis omringd door hoge iepenbomen

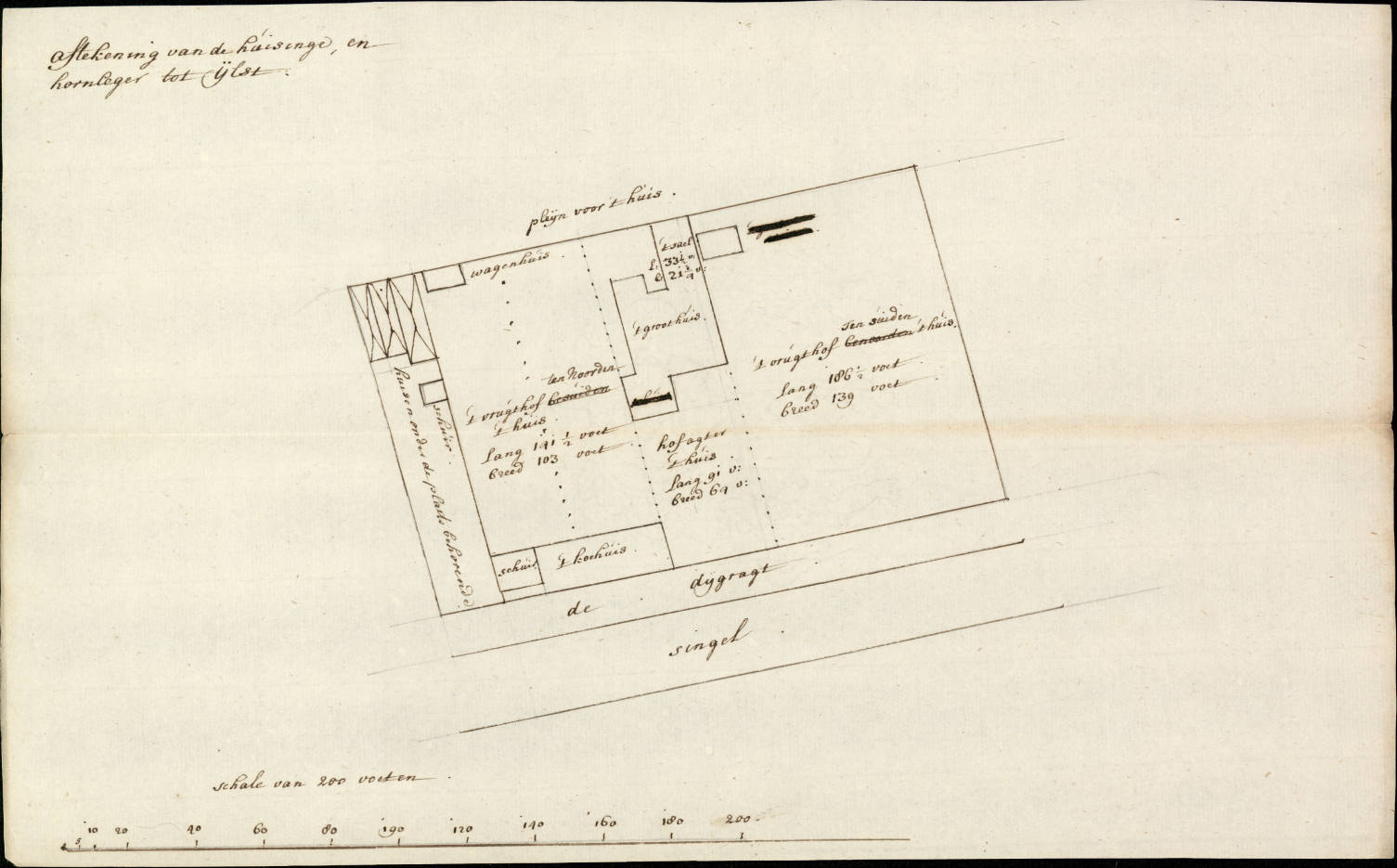
Situatiekaart van de Ylostins in 1711, vlak voor de afbraak van de grote toren. Het origineel is terug te vinden in de archieven van Tresoar

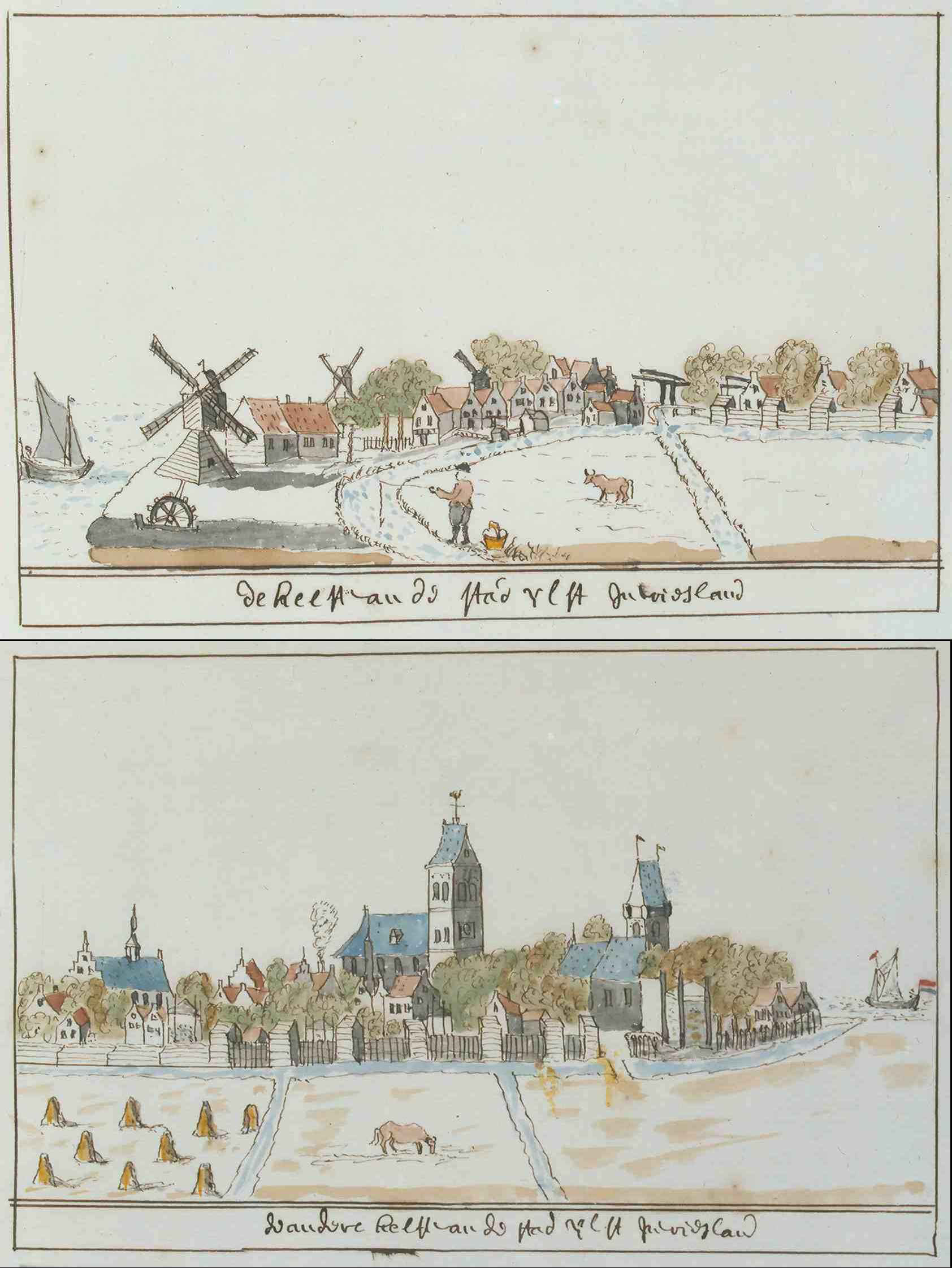
Afbeelding van IJlst in de Atlas Schoemaker. Rechtsonder ziet men de Ylostins (rond 1710-1735)

De Ylostins (ook wel Ilostins) is een voormalige stins in IJlst, Friesland.

## Geschiedenis
Het is niet duidelijk of de stad IJlst haar naam heeft gegeven aan de Ylostins, of dat het andersom is gegaan. De familie Harinxma thoe IJlst heeft de stins in de middeleeuwen gesticht, vermoedelijk rond 1400. Ze werd naar de familie ook wel de Harinxmastins genoemd. De stins lag aan de zuidzijde van de stad. Samen met de kerk aan de noordzijde, vormde ze een verdedigbaar geheel. De eigenaar van de Ylostins was tevens de “eeheer of olderman” van IJlst. Na het uitsterven van de familie Harinxma thoe IJlst kwam de stins door vererving en verkoop in handen van adellijke families zoals Galama en Vegelin van Claerbergen.
De stins was een zogenaamde torenstins, zoals de nog bestaande Schierstins. Ze bestond uit een vrijstaande hoge woontoren met erkertorentjes bovenin, met daarnaast een U-vormig woongebouw. De toren was bovendien bekroond met een schilddak met decoratieve windwijzers. In de muren waren kleine rondboogvensters aangebracht. Ook schijnen er beschilderde ramen te zijn geweest, waarschijnlijk van het echtpaar Tiete en Bernardina van Galama . Als dit juist is, dan zijn deze ramen wellicht gemaakt door Julius van Galama, die in IJlst in 1670 huwde. Qua vorm had de stins grote overeenkomsten met de Gruytermastins in Sneek.
Rond 1710 bestond de Ylostins nog, maar was zij in slechte staat van onderhoud. Na lang wikken en wegen besloot de eigenaar, jonkheer Hessel Vegelin van Claerbergen uit Joure, om de grote toren af te breken in maart 1711. De ruim zeven meter lange balken werden verkocht aan boeren uit de omgeving. Het rijksarchief in Leeuwarden (Tresoar) bewaart hier nog enige stukken van, waaronder een situatiekaartje van de Ylostins en haar directe omgeving . Op de kaart staan de toren, het grote huis, en andere opstallen, omringd door hoge iepenbomen. De laatste resten van de Ylostins zijn gesloopt in 1778 .
In de jaren 1960 zijn er opgravingen geweest (onder leiding van Herre Halbertsma) op de plek waar men de Ylostins vermoedde. De afbraak was echter grondig geweest en van de funderingen is niets terug gevonden. Men vond slechts slappe grond zonder puin.
Het wooncentrum voor ouderen in IJlst is vernoemd naar de stins: 'Nij Ylostins'.